# Вепрове Озеро
Вепрове Озеро (пол. Wieprzowe Jezioro) — колонія у Польщі, у гміні Томашів Томашівського повіту Люблінського воєводства.

## Історія
1620 року вперше згадується православна церква в селі.
За даними етнографічної експедиції 1869—1870 років під керівництвом Павла Чубинського, населення села порівну становили греко-католики і римо-католики, усі розмовляли українською мовою.
У міжвоєнні 1918—1939 роки польська влада в рамках великої акції руйнування українських храмів на Холмщині і Підляшші знищила місцеву православну церкву.
За німецької окупації 1939—1944 років у селі діяла українська школа.